# Billy Chapman
William Chapman (21 tháng 9 năm 1902 – 2 tháng 12 năm 1967) là một cầu thủ bóng đá người Anh, sinh ra ở Murton, County Durham. Ông thường thi đấu ở vị trí ở vị trí outside right, và trong sự nghiệp của mình Chapman thi đấu tại Football League cho Sheffield Wednesday, Manchester United và Watford. Chapman và Tommy Barnett đều chuyển từ Manchester United đến Watford cuối mùa giải 1927–28, và có 6 mùa giải tiếp theo với nhau ở cánh phải của Watford. Ông ra sân 233 lần cho Watford ở mọi đấu trường, ghi 10 bàn thắng.